# Formica wongi
Formica wongi är en myrart som beskrevs av Wu 1990. Formica wongi ingår i släktet Formica och familjen myror. Inga underarter finns listade i Catalogue of Life.